# Élections cantonales de 2011 dans les Deux-Sèvres
Les élections cantonales ont eu lieu les 20 et 27 mars 2011.

## Contexte départemental

### Assemblée départementale sortante
Avant les élections, le conseil général des Deux-Sèvres est présidé par Éric Gautier (PS). Il comprend 33 conseillers généraux issus des 33 cantons des Deux-Sèvres. 16 d'entre eux sont renouvelables lors de ces élections.
| Parti                             | Sigle | Élus |
| --------------------------------- | ----- | ---- |
| Majorité (19 sièges)              |       |      |
| Parti socialiste                  | PS    | 13   |
| Divers gauche                     | DVG   | 6    |
| Opposition (14 sièges)            |       |      |
| Divers droite                     | DVD   | 10   |
| Union pour un mouvement populaire | UMP   | 4    |
| Président du conseil Général      |       |      |
| Éric Gautier (PS)                 |       |      |

## Résultats à l'échelle du département

### Résultats en nombre de sièges
| Parti | Sièges mis en jeu | Élus | Évolution |
| ----- | ----------------- | ---- | --------- |
| PS    | 9                 | 9    | =         |
| UMP   | 3                 | 3    | =         |
| DVD   | 3                 | 4    | +1        |
| DVG   | 1                 | 0    | -1        |

### Assemblée départementale à l'issue des élections
| Parti                             | Sigle | Élus |
| --------------------------------- | ----- | ---- |
| Majorité (18 sièges)              |       |      |
| Parti socialiste                  | PS    | 13   |
| Divers gauche                     | DVG   | 5    |
| Opposition (15 sièges)            |       |      |
| Divers droite                     | DVD   | 12   |
| Union pour un mouvement populaire | UMP   | 3    |
| Président du conseil général      |       |      |
| Éric Gautier (PS)                 |       |      |

## Résultats par canton

### Canton de Celles-sur-Belle
| Candidats      | Candidats          | Étiquette      | Premier tour | Premier tour | Second tour | Second tour |
| Candidats      | Candidats          | Étiquette      | Voix         | %            | Voix        | %           |
| -------------- | ------------------ | -------------- | ------------ | ------------ | ----------- | ----------- |
|                | Éric Gautier*      | PS             | 1 961        | 56,74        | 2 477       | 70,97       |
|                | Sonia Bérenger     | UMP            | 935          | 27,05        | 1 013       | 29,03       |
|                | André Billon       | EELV           | 366          | 10,59        |             |             |
|                | Marinette Fournier | PCF            | 194          | 5,61         |             |             |
|                |                    |                |              |              |             |             |
| Inscrits       | Inscrits           | Inscrits       | 8 565        | 100,00       | 7 223       | 100,00      |
| Abstentions    | Abstentions        | Abstentions    | 4 971        | 58,04        | 4 914       | 57,37       |
| Votants        | Votants            | Votants        | 3 594        | 41,96        | 3 651       | 42,63       |
| Blancs et nuls | Blancs et nuls     | Blancs et nuls | 138          | 3,84         | 161         | 4,41        |
| Exprimés       | Exprimés           | Exprimés       | 3 456        | 96,16        | 3 490       | 95,59       |

*sortant

### Canton de Cerizay
| Candidats      | Candidats            | Étiquette      | Premier tour | Premier tour |
| Candidats      | Candidats            | Étiquette      | Voix         | %            |
| -------------- | -------------------- | -------------- | ------------ | ------------ |
|                | Johnny Brosseau*     | PS             | 3 372        | 80,79        |
|                | Georges David        | FN             | 618          | 14,81        |
|                | Jean-Claude Morisson | PCF            | 184          | 4,41         |
|                |                      |                |              |              |
| Inscrits       | Inscrits             | Inscrits       | 10 386       | 100,00       |
| Abstentions    | Abstentions          | Abstentions    | 5 740        | 55,27        |
| Votants        | Votants              | Votants        | 4 646        | 44,73        |
| Blancs et nuls | Blancs et nuls       | Blancs et nuls | 472          | 10,16        |
| Exprimés       | Exprimés             | Exprimés       | 4 174        | 89,84        |

*sortant

### Canton de Champdeniers-Saint-Denis
| Candidats      | Candidats            | Étiquette      | Premier tour | Premier tour | Second tour | Second tour |
| Candidats      | Candidats            | Étiquette      | Voix         | %            | Voix        | %           |
| -------------- | -------------------- | -------------- | ------------ | ------------ | ----------- | ----------- |
|                | Jean-François Ferron | PS             | 857          | 38,53        | 1 378       | 65,18       |
|                | Philippe Jeannot     | DVD            | 537          | 24,15        | 736         | 34,82       |
|                | Joël Morin           | EELV           | 399          | 17,94        |             |             |
|                | Gérard Epoulet       | PCF            | 232          | 10,43        |             |             |
|                | Lucie Chaumeron      | FN             | 199          | 8,95         |             |             |
|                |                      |                |              |              |             |             |
| Inscrits       | Inscrits             | Inscrits       | 4 274        | 100,00       | 4 274       | 100,00      |
| Abstentions    | Abstentions          | Abstentions    | 1 987        | 46,49        | 2 038       | 47,68       |
| Votants        | Votants              | Votants        | 2 287        | 53,51        | 2 236       | 52,32       |
| Blancs et nuls | Blancs et nuls       | Blancs et nuls | 63           | 2,75         | 122         | 5,46        |
| Exprimés       | Exprimés             | Exprimés       | 2 224        | 97,25        | 2 114       | 94,54       |

### Canton de Coulonges-sur-l'Autize
| Candidats      | Candidats                 | Étiquette      | Premier tour | Premier tour |
| Candidats      | Candidats                 | Étiquette      | Voix         | %            |
| -------------- | ------------------------- | -------------- | ------------ | ------------ |
|                | Christian Bonnet*         | DVD            | 2 068        | 54,52        |
|                | Bernard Martin            | PS             | 843          | 22,23        |
|                | Jean-Marc Babout          | ECO            | 369          | 9,73         |
|                | Jacky Leton               | FN             | 352          | 9,28         |
|                | Françoise Gillet-Morisson | PCF            | 161          | 4,24         |
|                |                           |                |              |              |
| Inscrits       | Inscrits                  | Inscrits       | 7 829        | 100,00       |
| Abstentions    | Abstentions               | Abstentions    | 3 945        | 50,39        |
| Votants        | Votants                   | Votants        | 3 884        | 49,61        |
| Blancs et nuls | Blancs et nuls            | Blancs et nuls | 91           | 2,34         |
| Exprimés       | Exprimés                  | Exprimés       | 3 793        | 97,66        |

*sortant

### Canton de La Mothe-Saint-Héray
| Candidats      | Candidats              | Étiquette      | Premier tour | Premier tour |
| Candidats      | Candidats              | Étiquette      | Voix         | %            |
| -------------- | ---------------------- | -------------- | ------------ | ------------ |
|                | Jean-Pierre Griffault* | UMP            | 1 081        | 51,50        |
|                | Christian Héraud       | PS             | 704          | 33,54        |
|                | Vincent Furstoss       | EELV           | 183          | 8,72         |
|                | Valérie Mazé           | PCF            | 131          | 6,24         |
|                |                        |                |              |              |
| Inscrits       | Inscrits               | Inscrits       | 3 943        | 100,00       |
| Abstentions    | Abstentions            | Abstentions    | 1 774        | 44,99        |
| Votants        | Votants                | Votants        | 2 169        | 55,01        |
| Blancs et nuls | Blancs et nuls         | Blancs et nuls | 70           | 3,23         |
| Exprimés       | Exprimés               | Exprimés       | 2 099        | 96,77        |

*sortant

### Canton de Lezay
| Candidats      | Candidats             | Étiquette      | Premier tour | Premier tour |
| Candidats      | Candidats             | Étiquette      | Voix         | %            |
| -------------- | --------------------- | -------------- | ------------ | ------------ |
|                | Jean-Claude Mazin*    | PS             | 1 340        | 64,36        |
|                | Karen Bodin           | PG             | 427          | 20,51        |
|                | Claire-Lise Calladine | EELV           | 212          | 10,18        |
|                | Nathalie Fortassin    | PCF            | 103          | 4,95         |
|                |                       |                |              |              |
| Inscrits       | Inscrits              | Inscrits       | 4 480        | 100,00       |
| Abstentions    | Abstentions           | Abstentions    | 2 236        | 49,91        |
| Votants        | Votants               | Votants        | 2 244        | 50,09        |
| Blancs et nuls | Blancs et nuls        | Blancs et nuls | 162          | 7,22         |
| Exprimés       | Exprimés              | Exprimés       | 2 082        | 92,78        |

*sortant

### Canton de Ménigoute
| Candidats      | Candidats          | Étiquette      | Premier tour | Premier tour | Second tour | Second tour |
| Candidats      | Candidats          | Étiquette      | Voix         | %            | Voix        | %           |
| -------------- | ------------------ | -------------- | ------------ | ------------ | ----------- | ----------- |
|                | Didier Gaillard    | DVD            | 1 041        | 44,70        | 1 316       | 59,01       |
|                | Jean-Charles Pied* | DVG            | 626          | 26,88        | 914         | 40,99       |
|                | Nicolas Gamache    | DVG            | 445          | 19,11        |             |             |
|                | Philippe Maurin    | FN             | 217          | 9,32         |             |             |
|                |                    |                |              |              |             |             |
| Inscrits       | Inscrits           | Inscrits       | 3 682        | 100,00       | 3 682       | 100,00      |
| Abstentions    | Abstentions        | Abstentions    | 1 292        | 35,09        | 1 275       | 34,63       |
| Votants        | Votants            | Votants        | 2 390        | 64,91        | 2 407       | 65,37       |
| Blancs et nuls | Blancs et nuls     | Blancs et nuls | 61           | 2,55         | 177         | 7,35        |
| Exprimés       | Exprimés           | Exprimés       | 2 329        | 97,45        | 2 230       | 92,65       |

*sortant

### Canton de Moncoutant
| Candidats      | Candidats           | Étiquette      | Premier tour | Premier tour |
| Candidats      | Candidats           | Étiquette      | Voix         | %            |
| -------------- | ------------------- | -------------- | ------------ | ------------ |
|                | Jean-Louis Potiron* | DVD            | 2 295        | 56,99        |
|                | Christian Roy       | DVG            | 1 732        | 43,01        |
|                |                     |                |              |              |
| Inscrits       | Inscrits            | Inscrits       | 8 405        | 100,00       |
| Abstentions    | Abstentions         | Abstentions    | 4 190        | 49,85        |
| Votants        | Votants             | Votants        | 4 215        | 50,15        |
| Blancs et nuls | Blancs et nuls      | Blancs et nuls | 188          | 4,46         |
| Exprimés       | Exprimés            | Exprimés       | 4 027        | 95,54        |

*sortant

### Canton de Niort-Est
| Candidats      | Candidats          | Étiquette      | Premier tour | Premier tour | Second tour | Second tour |
| Candidats      | Candidats          | Étiquette      | Voix         | %            | Voix        | %           |
| -------------- | ------------------ | -------------- | ------------ | ------------ | ----------- | ----------- |
|                | Rodolphe Challet   | PS             | 1 333        | 33,18        | 2 657       | 66,47       |
|                | Elizabeth Beauvais | UMP            | 1 014        | 25,24        | 1 340       | 33,53       |
|                | Virginie Léonard   | EELV           | 925          | 23,03        |             |             |
|                | Christine Antoine  | PG             | 392          | 9,76         |             |             |
|                | Joël Renoux        | DVG            | 198          | 4,93         |             |             |
|                | Patrick Delaunay   | PRG            | 155          | 3,86         |             |             |
|                |                    |                |              |              |             |             |
| Inscrits       | Inscrits           | Inscrits       | 12 551       | 100,00       | 12 549      | 100,00      |
| Abstentions    | Abstentions        | Abstentions    | 8 383        | 66,79        | 8 220       | 65,50       |
| Votants        | Votants            | Votants        | 4 168        | 33,21        | 4 329       | 34,50       |
| Blancs et nuls | Blancs et nuls     | Blancs et nuls | 151          | 3,62         | 332         | 7,67        |
| Exprimés       | Exprimés           | Exprimés       | 4 017        | 96,38        | 3 997       | 92,33       |

### Canton de Niort-Ouest
| Candidats      | Candidats          | Étiquette      | Premier tour | Premier tour | Second tour | Second tour |
| Candidats      | Candidats          | Étiquette      | Voix         | %            | Voix        | %           |
| -------------- | ------------------ | -------------- | ------------ | ------------ | ----------- | ----------- |
|                | Gérard Zabatta*    | PS             | 2 443        | 42,14        | 3 767       | 63,24       |
|                | Jérôme Baloge      | UMP            | 1 798        | 31,02        | 2 190       | 36,76       |
|                | Bernard Jourdain   | EELV           | 938          | 16,18        |             |             |
|                | Michel Francheteau | PCF            | 381          | 6,57         |             |             |
|                | Martine Castaing   | DVG            | 237          | 4,09         |             |             |
|                |                    |                |              |              |             |             |
| Inscrits       | Inscrits           | Inscrits       | 17 526       | 100,00       | 17 520      | 100,00      |
| Abstentions    | Abstentions        | Abstentions    | 11 552       | 65,91        | 11 260      | 64,27       |
| Votants        | Votants            | Votants        | 5 974        | 34,09        | 6 260       | 35,73       |
| Blancs et nuls | Blancs et nuls     | Blancs et nuls | 177          | 2,96         | 303         | 4,84        |
| Exprimés       | Exprimés           | Exprimés       | 5 797        | 97,04        | 5 957       | 95,16       |

*sortant

### Canton de Prahecq
| Candidats      | Candidats       | Étiquette      | Premier tour | Premier tour | Second tour | Second tour |
| Candidats      | Candidats       | Étiquette      | Voix         | %            | Voix        | %           |
| -------------- | --------------- | -------------- | ------------ | ------------ | ----------- | ----------- |
|                | Alain Mathieu*  | PS             | 2 107        | 51,08        | 2 643       | 67,30       |
|                | Christian Ployé | DVD            | 981          | 23,78        | 1 284       | 32,70       |
|                | Michel Mignard  | Cap 21         | 603          | 14,62        |             |             |
|                | Patrice Laplace | PCF            | 434          | 10,52        |             |             |
|                |                 |                |              |              |             |             |
| Inscrits       | Inscrits        | Inscrits       | 10 768       | 100,00       | 10 770      | 100,00      |
| Abstentions    | Abstentions     | Abstentions    | 6 487        | 60,24        | 6 616       | 61,43       |
| Votants        | Votants         | Votants        | 4 281        | 39,76        | 4 154       | 38,57       |
| Blancs et nuls | Blancs et nuls  | Blancs et nuls | 156          | 3,64         | 227         | 5,46        |
| Exprimés       | Exprimés        | Exprimés       | 4 125        | 96,36        | 3 927       | 94,54       |

*sortant

### Canton de Saint-Maixent-l'École-2
| Candidats      | Candidats              | Étiquette      | Premier tour | Premier tour | Second tour | Second tour |
| Candidats      | Candidats              | Étiquette      | Voix         | %            | Voix        | %           |
| -------------- | ---------------------- | -------------- | ------------ | ------------ | ----------- | ----------- |
|                | Léopold Moreau*        | UMP            | 1 301        | 41,17        | 1 662       | 50,55       |
|                | Roger Largeaud         | PS             | 986          | 31,20        | 1 626       | 49,45       |
|                | Jean-Romée Charbonneau | FN             | 431          | 13,64        |             |             |
|                | François Blachon       | EELV           | 309          | 9,78         |             |             |
|                | Bruno Leroy            | PG             | 133          | 4,21         |             |             |
|                |                        |                |              |              |             |             |
| Inscrits       | Inscrits               | Inscrits       | 6 926        | 100,00       | 6 926       | 100,00      |
| Abstentions    | Abstentions            | Abstentions    | 3 682        | 53,16        | 3 473       | 50,14       |
| Votants        | Votants                | Votants        | 3 244        | 46,84        | 3 453       | 49,86       |
| Blancs et nuls | Blancs et nuls         | Blancs et nuls | 84           | 2,59         | 165         | 4,78        |
| Exprimés       | Exprimés               | Exprimés       | 3 160        | 97,41        | 3 288       | 95,22       |

*sortant

### Canton de Saint-Varent
| Candidats      | Candidats        | Étiquette      | Premier tour | Premier tour |
| Candidats      | Candidats        | Étiquette      | Voix         | %            |
| -------------- | ---------------- | -------------- | ------------ | ------------ |
|                | Claude Aubin*    | DVD            | 1 086        | 50,44        |
|                | Serge Retailleau | DVG            | 768          | 35,67        |
|                | Michel Fievet    | FN             | 235          | 10,92        |
|                | Bruno Fornaciari | PCF            | 64           | 2,97         |
|                |                  |                |              |              |
| Inscrits       | Inscrits         | Inscrits       | 4 237        | 100,00       |
| Abstentions    | Abstentions      | Abstentions    | 1 995        | 47,09        |
| Votants        | Votants          | Votants        | 2 242        | 52,91        |
| Blancs et nuls | Blancs et nuls   | Blancs et nuls | 89           | 3,97         |
| Exprimés       | Exprimés         | Exprimés       | 2 153        | 96,03        |

*sortant

### Canton de Sauzé-Vaussais
| Candidats      | Candidats           | Étiquette      | Premier tour | Premier tour |
| Candidats      | Candidats           | Étiquette      | Voix         | %            |
| -------------- | ------------------- | -------------- | ------------ | ------------ |
|                | Dorick Barillot*    | PS             | 1 167        | 54,89        |
|                | Dominique Charruyer | UMP            | 657          | 30,90        |
|                | Geneviève Paillaud  | EELV           | 205          | 9,64         |
|                | Bertrand Naudier    | PCF            | 97           | 4,56         |
|                |                     |                |              |              |
| Inscrits       | Inscrits            | Inscrits       | 4 175        | 100,00       |
| Abstentions    | Abstentions         | Abstentions    | 1 924        | 46,08        |
| Votants        | Votants             | Votants        | 2 251        | 53,92        |
| Blancs et nuls | Blancs et nuls      | Blancs et nuls | 125          | 5,55         |
| Exprimés       | Exprimés            | Exprimés       | 2 126        | 94,45        |

*sortant

### Canton de Thouars-1
| Candidats      | Candidats       | Étiquette      | Premier tour | Premier tour | Second tour | Second tour |
| Candidats      | Candidats       | Étiquette      | Voix         | %            | Voix        | %           |
| -------------- | --------------- | -------------- | ------------ | ------------ | ----------- | ----------- |
|                | Patrice Pineau* | PS             | 1 664        | 49,78        | 1 840       | 53,32       |
|                | Sylvain Sintive | UMP            | 1 398        | 41,82        | 1 611       | 46,68       |
|                | Ernest Levindre | PCF            | 281          | 8,41         |             |             |
|                |                 |                |              |              |             |             |
| Inscrits       | Inscrits        | Inscrits       | 8 574        | 100,00       | 8 563       | 100,00      |
| Abstentions    | Abstentions     | Abstentions    | 5 062        | 59,04        | 4 957       | 57,89       |
| Votants        | Votants         | Votants        | 3 512        | 40,96        | 3 606       | 42,11       |
| Blancs et nuls | Blancs et nuls  | Blancs et nuls | 169          | 4,81         | 155         | 4,30        |
| Exprimés       | Exprimés        | Exprimés       | 3 343        | 95,19        | 3 451       | 95,70       |

*sortant

### Canton de Thénezay
| Candidats      | Candidats                 | Étiquette      | Premier tour | Premier tour |
| Candidats      | Candidats                 | Étiquette      | Voix         | %            |
| -------------- | ------------------------- | -------------- | ------------ | ------------ |
|                | Hervé de Talhouët-Roy*    | UMP            | 1 006        | 64,61        |
|                | Muriel Sabourin-Benelhadj | PS             | 335          | 21,52        |
|                | Louise Lavillauroy        | EELV           | 216          | 13,87        |
|                |                           |                |              |              |
| Inscrits       | Inscrits                  | Inscrits       | 3 294        | 100,00       |
| Abstentions    | Abstentions               | Abstentions    | 1 625        | 49,33        |
| Votants        | Votants                   | Votants        | 1 669        | 50,67        |
| Blancs et nuls | Blancs et nuls            | Blancs et nuls | 112          | 6,71         |
| Exprimés       | Exprimés                  | Exprimés       | 1 557        | 93,29        |

*sortant